# Lachowice
Lachowice ist eine Ortschaft mit einem Schulzenamt der Gemeinde Stryszawa im Powiat Suski der Woiwodschaft Kleinpolen in Polen.

## Geographie
Der Ort liegt am Bach Lachówka zwischen den Saybuscher Beskiden (Beskid Żywiecki) und den Mittelbeskiden (Beskid Makowski).

## Geschichte
Die ersten Siedler waren Walachen, die etwa im 16. Jahrhundert kamen und einige Weiler wie Kobylanka (erwähnt 1598) und Lubnica (erwähnt 1608) gründeten. Seit etwa 1670 wurde der Name Lachowice verwendet, nach den dort auch ansässigen Lachen, den Einwohnern des Flachlands. Diese Siedlungen wurden von Anna geborene Małachowska Wielopolska offiziell eingemeindet nach einem Dorf im Jahre 1696.
Bei der Ersten Teilung Polens kam das Dorf 1772 zum neuen Königreich Galizien und Lodomerien des habsburgischen Kaiserreichs (ab 1804).
Der Ort gehörte der Herrschaft Sucha. Im Jahre 1841 wurde die römisch-katholische Pfarrei errichtet. Im Jahre 1884 wurde die Teilstrecke Żywiec–Sucha der Galizischen Transversalbahn durch Lachowice eröffnet.
1918, nach dem Ende des Ersten Weltkriegs und dem Zusammenbruch der k.u.k. Monarchie, kam Lachowice zu Polen. Unterbrochen wurde dies nur durch die Besetzung Polens durch die Wehrmacht im Zweiten Weltkrieg. Es gehörte dann zum Landkreis Saybusch im Regierungsbezirk Kattowitz in der Provinz Schlesien (seit 1941 Provinz Oberschlesien).
Von 1975 bis 1998 gehörte Lachowice zur Woiwodschaft Bielsko-Biała.

## Sehenswürdigkeiten

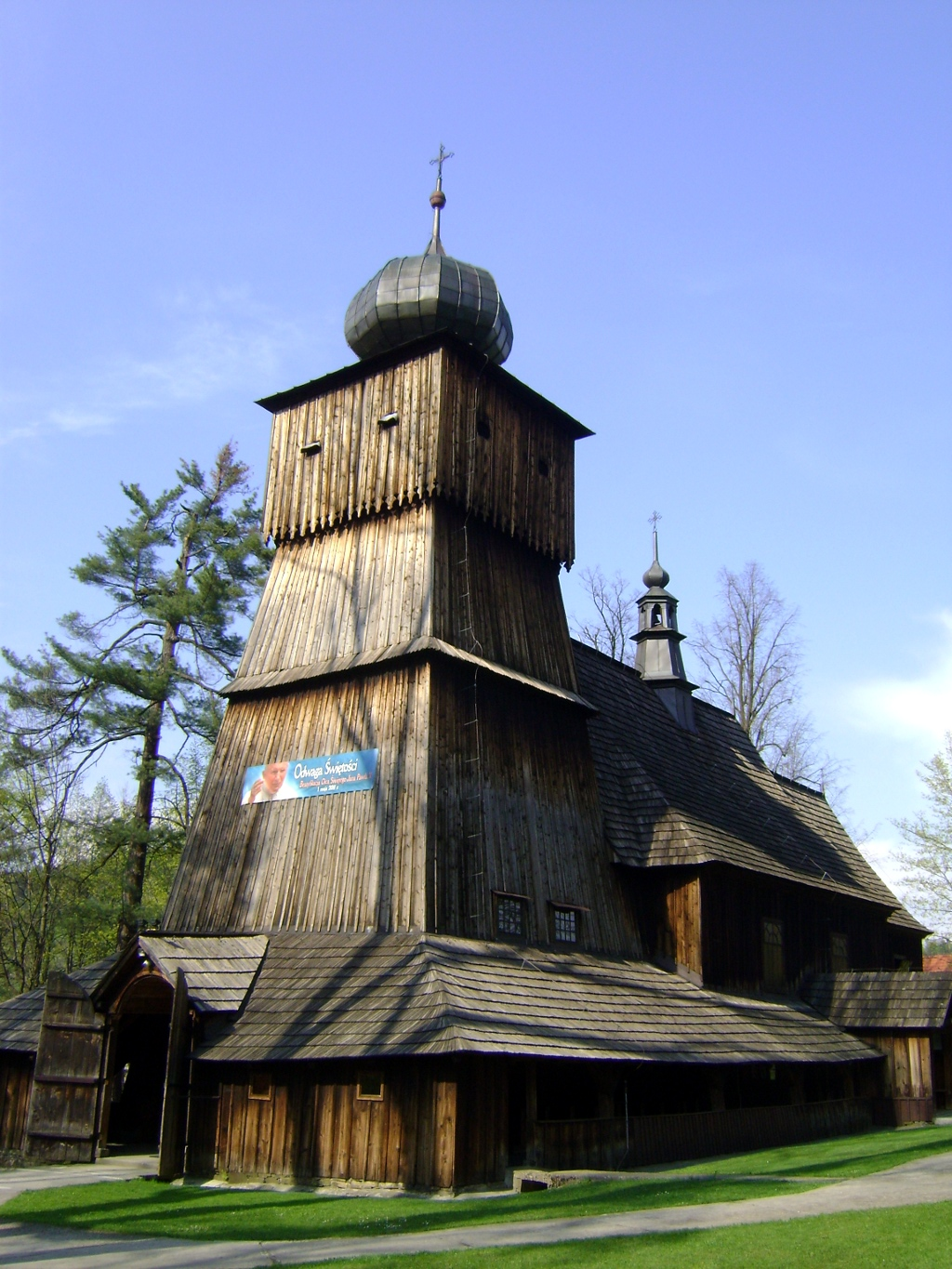
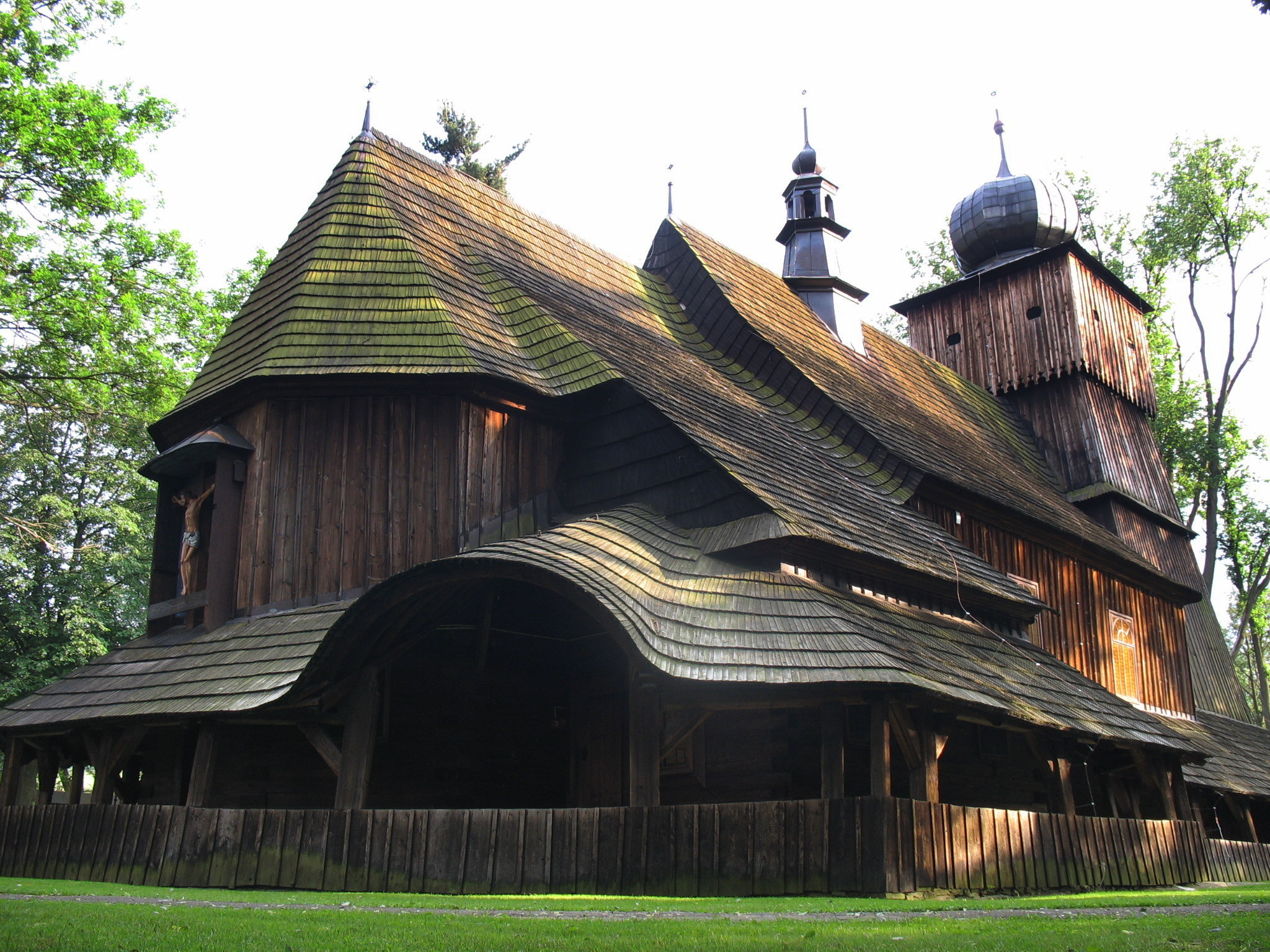

- Holzkirche, erbaut 1789–1791